# NGC 5417
NGC 5417 ist eine Spiralgalaxie vom Hubble-Typ Sa im Sternbild Bärenhüter, welche etwa 217 Millionen Lichtjahre von der Milchstraße entfernt ist. Die Entfernungsmessungen basierend auf den Radialgeschwindigkeiten stimmen nicht mit den rotverschiebungsunabhängigen Entfernungsschätzungen von 267 ± 28 Millionen Lichtjahren überein.
Sie wurde am 23. Januar 1784 von Wilhelm Herschel mit einem 18,7-Zoll-Spiegelteleskop entdeckt, der sie dabei mit „vF, stellar ... a neb. star, extremely obscure or faint“ beschrieb.